# Chiquita Brands International

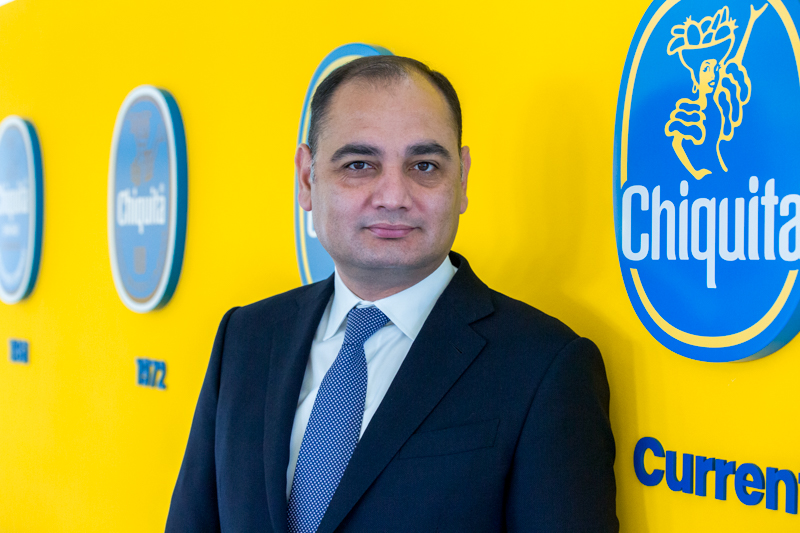
Carlos López Flores (Presidente da Chiquita)

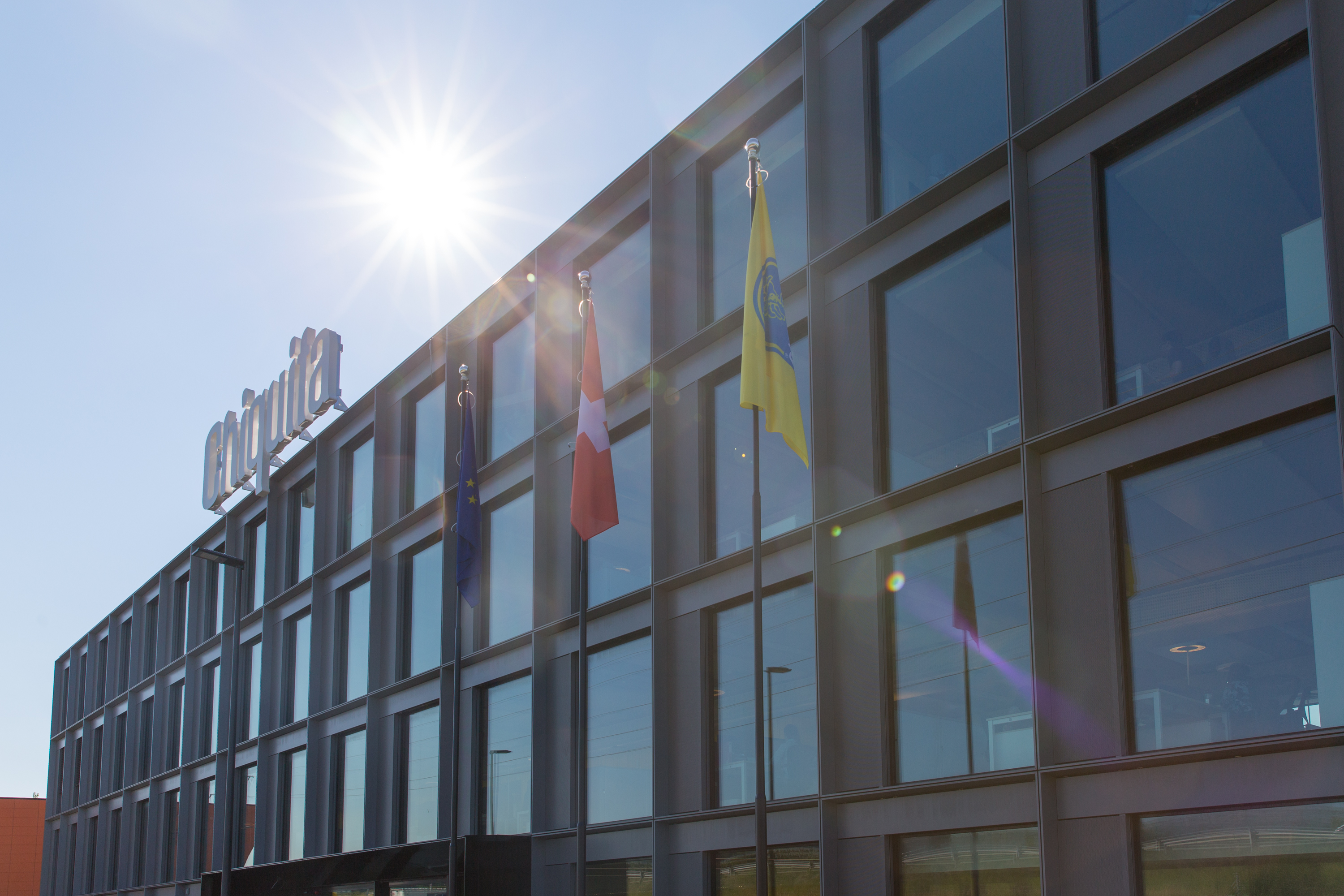
Sede da Chiquita Europe em Etoy, Suíça

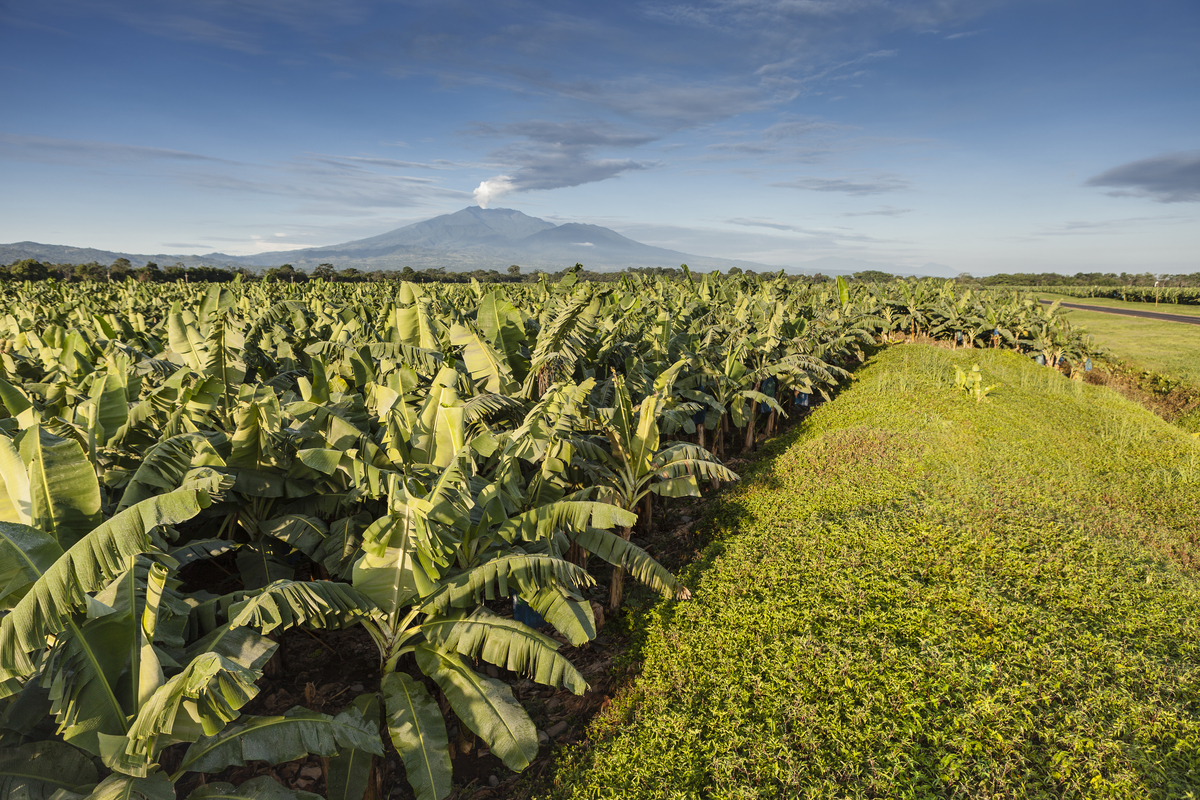
Plantação de banana de Chiquita na Costa Rica. No fundo o vulcão Turrialba.

A Chiquita Brands International é uma empresa herdeira da United Fruit (1889-1970) que teve importante participação na intervenção norte-americana na Guatemala. Também é uma empresa agrícola e um dos líderes mundiais no cultivo e distribuição de banana em todo o mundo. 
A Chiquita Brands International (antiga United Fruit Company) foi fundada em 1899 após uma fusão da American railway company com a Boston Fruit Company. Com duas sedes, uma em Etoy, na Suíça, e uma em Fort Lauderdale, nos EUA, a empresa possui várias quintas em países da América Central, de onde provém a maior parte da sua produção.
Em 2014 a Chiquita possuía operações em 70 países e mais de 20.000 empregados e atua no cultivo e distribuição de bananas, abacaxis, mangas e também produz alimentos derivados de frutas cultivadas pela empresa.

## História
A história da Chiquita Brands International começou em 1870, quando o comandante naval, Lorenzo Dow Baker, comprou 160 cachos de bananas na Jamaica e os comercializou em Jersey City onze dias depois. Em 1873, o promotor ferroviário centro-americano Minor C. Keith começou a experimentar a produção de bananas na Costa Rica. Mais tarde, plantou bananas junto a um caminho de ferro na Costa Rica a fim de obter receitas para a ferrovia.
A empresa resultou da fusão da Boston Fruit Company, detida pelo Comandante Baker e por Andrew Preston, com uma empresa ferroviária que tinha plantado bananas ao longo das suas ferrovias. Minor C. Keith e as suas empresas ferroviárias fundiram-se com a Boston Fruit Company para criar a United Fruit Company a 30 de março de 1899.
A United Fruit Company emitiu o seu primeiro relatório anual aos acionistas um ano mais tarde, em 1900, e foi cotada pela primeira vez na Bolsa de Nova Iorque em 1903. Em 1930, a frota da empresa (a famosa grande frota branca) já tinha crescido para 95 navios.
Em 1973, a empresa introduziu os primeiros navios porta-contentores refrigerados para o transporte de bananas entre a América Latina e o Texas. A empresa mudou oficialmente o seu nome para Chiquita Brands International em 1990, para tirar partido do reconhecimento global da marca.

## Proposta de fusão com a Fyffes
Em março de 2014 a distribuidora de frutas irlandesa Fyffes e a Chiquita anunciaram que iriam se fundir, a únião das duas companhias iria formar uma nova empresa com faturamento de 4,6 bilhões de dólares e uma produção de 16 bilhões de bananas por ano, se a fusão fosse concluída os acionistas da Chiquita iram deter 50,7% da nova companhia e os acionistas da Fyffes 49,3%.
Em agosto de 2014 os grupos empresariais Brasileiros Safra e Cutrale ofereceram 611 milhões de dólares para comprar a Chiquita, porém ela teria que desistir da fusão com a Fyffes, os acionistas de ambas as empresas recusaram a oferta dos brasileiros e continuaram com a fusão.

### Cutrale e Safra compram Chiquita
Em 24 de outubro de 2014 a Chiquita desistiu da fusão com a Fyffes e aceitou analisar a proposta dos grupos brasileiros para comprar toda a empresa e em 27 de outubro a Chiquita foi vendida para as empresas brasileiras Safra e Cutrale por 1,3 bilhão de dólares. Com a desistência da fusão, a Chiquita foi obrigada a indenizar a Fyffes no equivalente a 3,5% deu seu valor de mercado pelo fim da fusão. A desistência da fusão foi porque os acionistas das duas empresas não aprovaram um acordo de transição e resolveram acabar com o contrato de junção das duas companhias.